# Terserus
Terserus, femininum Tersera, är en svensk släkt, varav två personer adlades Tersér eller Terschère (nummer 1048) år 1683.
Som släktens stamfader räknas kyrkoherden i Hälsingtuna i Hälsingland Olof (Elof) Jönsson, född omkring år 1500. Hans son Ingelbertus Olai Helsingus var hovpredikant hos Gustav Vasa, vice pastor i Umeå landsförsamling 1550, kyrkoherde i Nederluleå församling 1561, samt pastor och prost i Leksand 1562. Han undertecknade nya liturgin 1577 och Uppsala möte 1593. Hans första hustru var Brita Elofsdotter, dotter till kyrkoherde Elof Svensson i Delsbo och svägerska med Olaus Stephani Bellinus i dennes första äktenskap. Andra hustrun hette Katarina Jonsdotter, dotter till kyrkoherde Joen Simonsson i Ljusdal. I första äktenskapet föddes Elaus Ingelberti som upptog namnet Terserus.
Elaus Ingelberti Terserus fick enligt legenden sitt släktnamn eftersom han var så flitig under sina studier vid Leipzigs universitet att han endast tre gånger infunnit sig efter det föreläsningarna börjat. Med anledning av detta började professorn i grekiska, Tosselius, på skämt att kalla honom Ter serus ("tre gånger sen"), ett namn den unga studenten upptog efter seden hos sagohjältar i nordisk mytologi. Av hans halvsyskon blev Daniel kyrkoherde i Torsång, Abel klockare åt sin far, Abraham bergsman vid Stora Kopparberget, Jacob fältpredikant och död i Livland, och Margareta gift med en bergsman i Aspeboda.
Till första hustru hade Elaus Ingelberti Terserus Anna Danielsdotter Svinhufvud och som andra hustru Stormor i Dalom, ett hedersnamn som även har givits första hustrun. Bland deras barn fanns bland andra biskopen Johannes Elai Terserus, professorn i Åbo Hans Terserus, Adolphus Elai Terserus, och lektorn Jacob Terserus. Några barn i första äktenskapet stannade i Dalarna och ägnade sig åt bergs- eller jordbruk, och en dotter blev stammoder till ätten von Wallvijk.
Johannes Elai Terserus gifte sig första gången med sin styvsyster Elisabet Troilia och andra gången med hennes släkting Maria Grubb, båda tillhörande Bureätten. En dotter, Anna, gifte sig med ärkebiskop Mattias Steuchius och blev mor till ärkebiskop Johannes Steuchius och stammoder till ätten Steuch. En son i första äktenskapet var Uno Terserus. Två andra söner, Elof från första äktenskapet, och Peter från andra, adlades år 1683 för faderns förtjänster med namnet Tersér eller Terschère och introducerades på nummer 1048. Bankokommissarien Elof Tersér var 1668 den förste son satte in pengar på Lånebanken. Han var gift med Ingeborg Tollstadia, men barnlös. Hans halvbror Peter Tersér var sekreterare hos greve De la Gardie, men ogift. Den adliga ätten Tersér slockande därför när Elof Tersér avled år 1712. Släkten Terserus var däremot fortlevande in mot slutet av 1900-talet. En sentida släktmedlem var Gösta Terserus.